# USS LST-504
O USS LST-504 foi um navio de guerra norte-americano da classe LST que operou durante a Segunda Guerra Mundial.

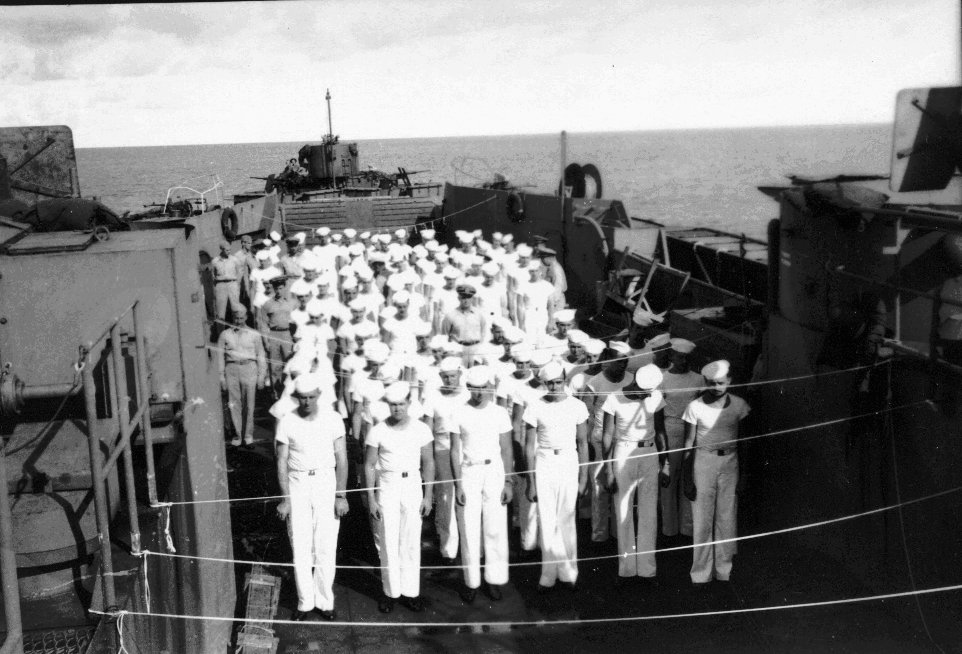
Tripulação durante inspeção.